# Wan Jen-chaj
Wan Jen-chaj (čínsky 万延海; pchin-jin Wàn Yánhǎi; * 20. listopadu 1963) je čínský aktivista za práva lidí s AIDS. Jeho upřímný a agresivní přístup vůči autoritám vedl ke třem zadržením během dvanácti let.

## Životopis
Wan Jen-chaj vystudoval Šanghajskou lékařskou univerzitu. Svou kariéru odstartoval na Ministerstvu zdravotnictví Čínské lidové republiky, kde kromě dalších věcí přeložil roku 1992 první oznámení o epidemii AIDS v Číně. Rovněž založil nevládní instituci Aizhixing Institute.
V roce 1994 založil druhou nevládní organizaci Aichi Action, která přitáhla pozornost OSN a mezinárodních organizací díky odvážnému seznamu úmrtí na AIDS v provincii Che-nan. Zřídil první telefonní horkou linku ohledně HIV/AIDS v Číně, kde lidé mohli získat komplexní informace o HIV nebo AIDS.
Na začátku roku 2002 byli jeho spolupracovníci zatčeni policií a vyšetřováni odborem národní bezpečnosti. 24. srpna 2002 byl Wan Jen-chaj zadržen pekingskou policií na základě „vyzrazení státního tajemství“. Po tlaku mezinárodních společenství byl 20. září téhož roku propuštěn.
V listopadu 2006 se jako jeden z 29 odborníků zúčastnil mezinárodního jednání v Yogyakartě. Byl na tři dny zadržen 24. listopadu 2006 během svého pokusu uspořádat veřejné fórum o HIV/AIDS na světový den AIDS. Po svém propuštění obvinil čínské vůdce, že při šíření viru „usnuli“. Vláda ho rovněž donutila zrušit „Workshop o bezpečnosti krve, AIDS a legálních lidských právech“ (který se měl uskutečnit mezi 25.–30. listopadem 2006).
V roce 2008 spoluzakládal Pekingské LGBT Centrum, první gay komunitní centrum v Číně. Také se stal signatářem manifestu Charty 08, kterou napsal jeho přítel Liou Siao-po. V červenci 2009 se podílel na hrách World Outgames (festivalu práv LGBT osob).
V březnu 2010 zahájily čínské finanční úřady vyšetřování Aizhixing Institute. 10. května 2010 uprchl Wan Jen-chaj do Spojených států amerických.

## Ocenění
Dr. Wan získal řadu ocenění za lidská práva, je bývalým spolupracovníkem Fulbrightovy univerzity a globálním členem Yale University. Roku 2002 získal první mezinárodní cenu za lidská práva od kanadské AIDS sítě. Ve stejném roce Wan získal Cenu obránce lidských práv od Mezinárodní ligy lidských práv.